# Montestruc-sur-Gers
Montestruc-sur-Gers är en kommun i departementet Gers i regionen Occitanien i sydvästra Frankrike. Kommunen ligger i kantonen Fleurance som tillhör arrondissementet Condom. År 2022 hade Montestruc-sur-Gers 700 invånare.

## Befolkningsutveckling
Antalet invånare i kommunen Montestruc-sur-Gers
Referens:INSEE